# Paulo Dybala
Paulo Exequiel Dybala (pronunție în spaniolă [ˈpaulo ðiˈβala]; n. 15 noiembrie 1993, Laguna Larga⁠(d), Provincia Córdoba, Argentina) este un fotbalist argentinian și italian liber de contract, care joacă pe post de atacant, mijlocaș sau inside forward. Pe plan internațional, are prezențe la națională pentru Argentina.
Poreclit Bijuteria (La Joya în spaniolă, The Jewel în engleză), datorită stilului său creativ de joc, a ritmului, tehnicii și a simțului porții, acesta a fost comparat cu compatrioții săi Sergio Agüero, Javier Pastore, Carlos Tevez și Lionel Messi, precum și cu foștii atacanți italieni Vincenzo Montella și Roberto Baggio.

## Cariera internațională
Datorită cetățeniei duble, Dybala este eligibil de joc pentru Polonia și Italia, dar el a declarat în mod expres că se simte argentinian și că a visat mereu să joace pentru Argentina. Dybala susține că simte o legătură puternică între țara de origine a bunicului său și acesta, spunând că „este sângele familiei mele”.
Dybala a fost convocat la echipa Argentina Under-17 pentru a participa la a XVI-a ediție a Jocurilor Pan-Americane Pan, dar în cele din urmă nu a luat parte la concurs. La 19 iulie 2012 a fost convocat pentru prima oară la echipa Argentina Under-20, dar a refuzat invitația. 
La 22 septembrie 2015 Paulo Dybala a fost convocat pentru prima dată la echipa de seniori a Argentinei de către Gerardo Martino și a jucat în primul său meci internațional împotriva  Paraguayului (13 octombrie 2015), intrând pe teren în minutul 75 din postura de rezervă în locul lui Carlos Tevez.

### Statistici cluburi
La 7 aprilie 2018.
| Club                 | Sezon         | Campionat          | Campionat | Campionat | Cupă    | Cupă   | Europa  | Europa | Altele  | Altele | Total   | Total  |
| Club                 | Sezon         | Divizie            | Meciuri   | Goluri    | Meciuri | Goluri | Meciuri | Goluri | Meciuri | Goluri | Meciuri | Goluri |
| -------------------- | ------------- | ------------------ | --------- | --------- | ------- | ------ | ------- | ------ | ------- | ------ | ------- | ------ |
| Instituto de Córdoba | 2011–12       | Primera B Nacional | 38        | 17        | 0       | 0      | —       | —      | —       | —      | 38      | 17     |
| Instituto de Córdoba | Total         | Total              | 38        | 17        | 0       | 0      | —       | —      | —       | —      | 38      | 17     |
| Palermo              | 2012–13       | Serie A            | 27        | 3         | 1       | 0      | —       | —      | —       | —      | 28      | 3      |
| Palermo              | 2013–14       | Serie B            | 28        | 5         | 2       | 0      | —       | —      | —       | —      | 30      | 5      |
| Palermo              | 2014–15       | Serie A            | 34        | 13        | 1       | 0      | —       | —      | —       | —      | 35      | 13     |
| Palermo              | Total         | Total              | 89        | 21        | 4       | 0      | —       | —      | —       | —      | 93      | 21     |
| Juventus             | 2015–16       | Serie A            | 34        | 19        | 4       | 2      | 7       | 1      | 1       | 1      | 46      | 23     |
| Juventus             | 2016–17       | Serie A            | 31        | 11        | 5       | 4      | 11      | 4      | 1       | 0      | 48      | 19     |
| Juventus             | 2017–18       | Serie A            | 26        | 21        | 3       | 1      | 8       | 1      | 1       | 2      | 38      | 25     |
| Juventus             | Total         | Total              | 91        | 51        | 12      | 7      | 26      | 6      | 3       | 3      | 132     | 67     |
| Total carieră        | Total carieră | Total carieră      | 218       | 89        | 16      | 7      | 26      | 6      | 5       | 3      | 265     | 105    |

## Palmares

### Club
Palermo
- Serie B: 2013–14[13]

Juventus
- Serie A: 2015–16, 2016–17, 2017-2018, 2018-2019, 2019-2020
- Coppa Italia: 2015–16, 2016–17, 2017-2018
- Supercoppa Italiana: 2015, 2018